# Albert Heijns koffie

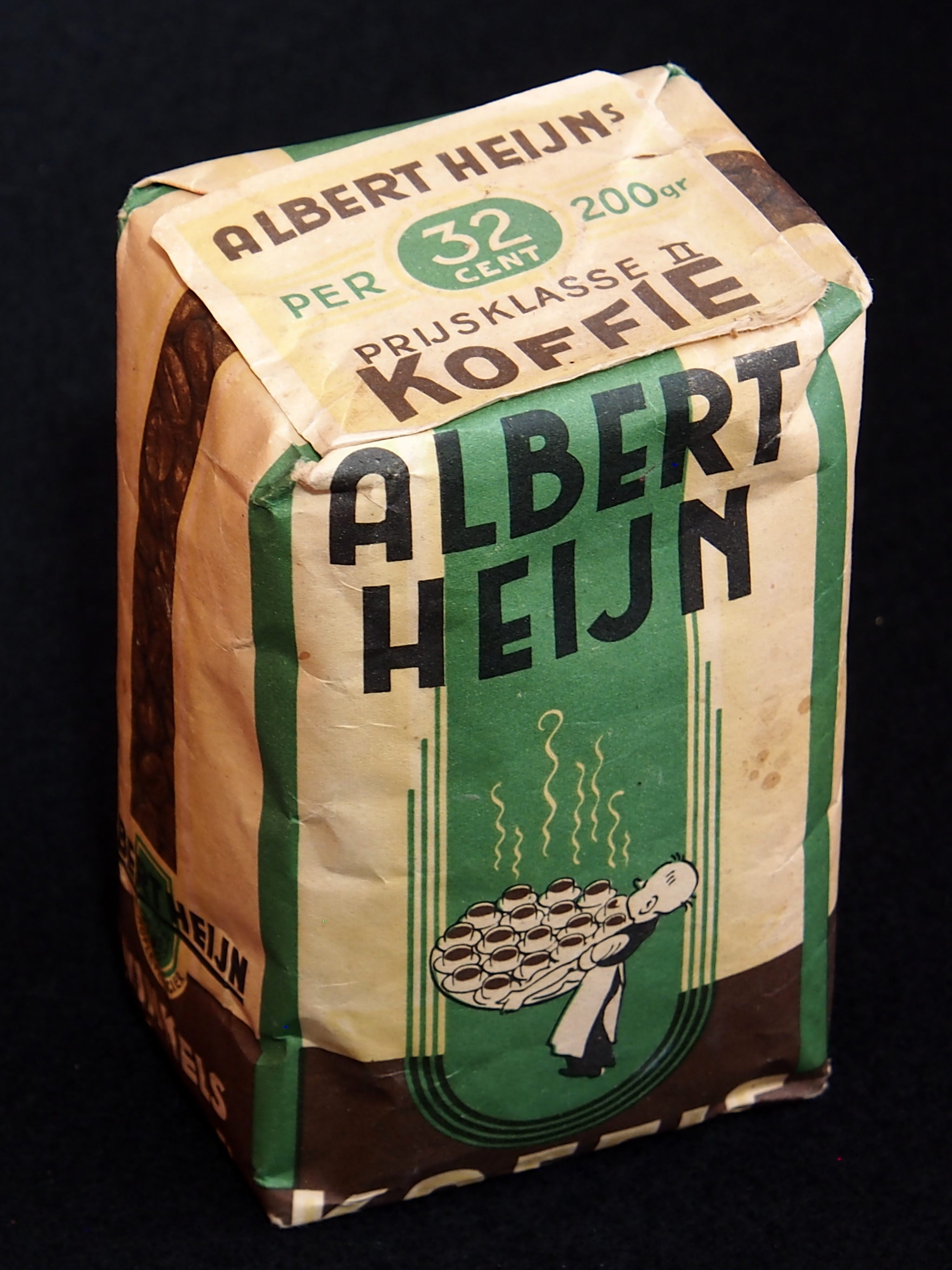
Albert Heijn-koffie

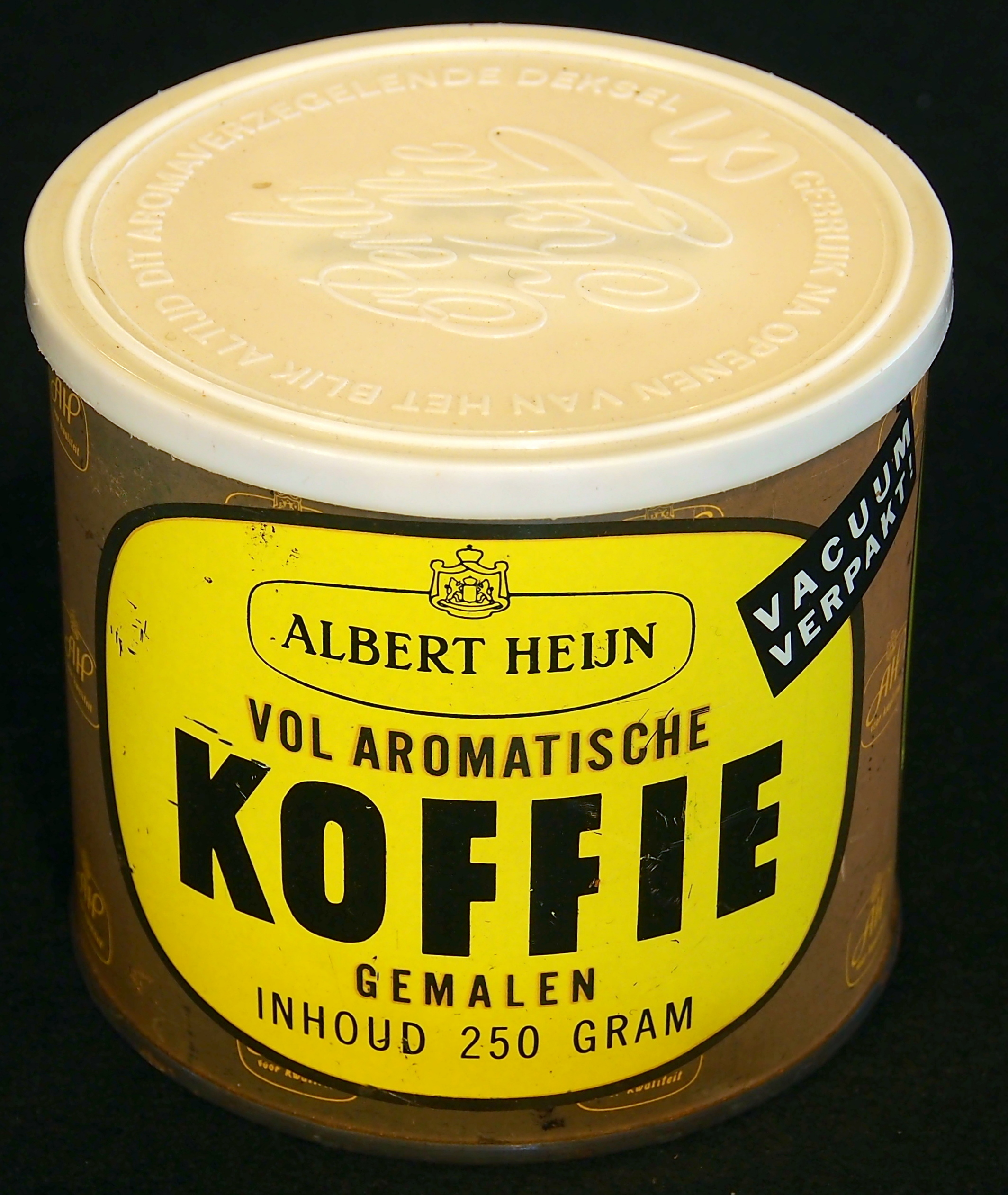
Albert Heijn-koffie

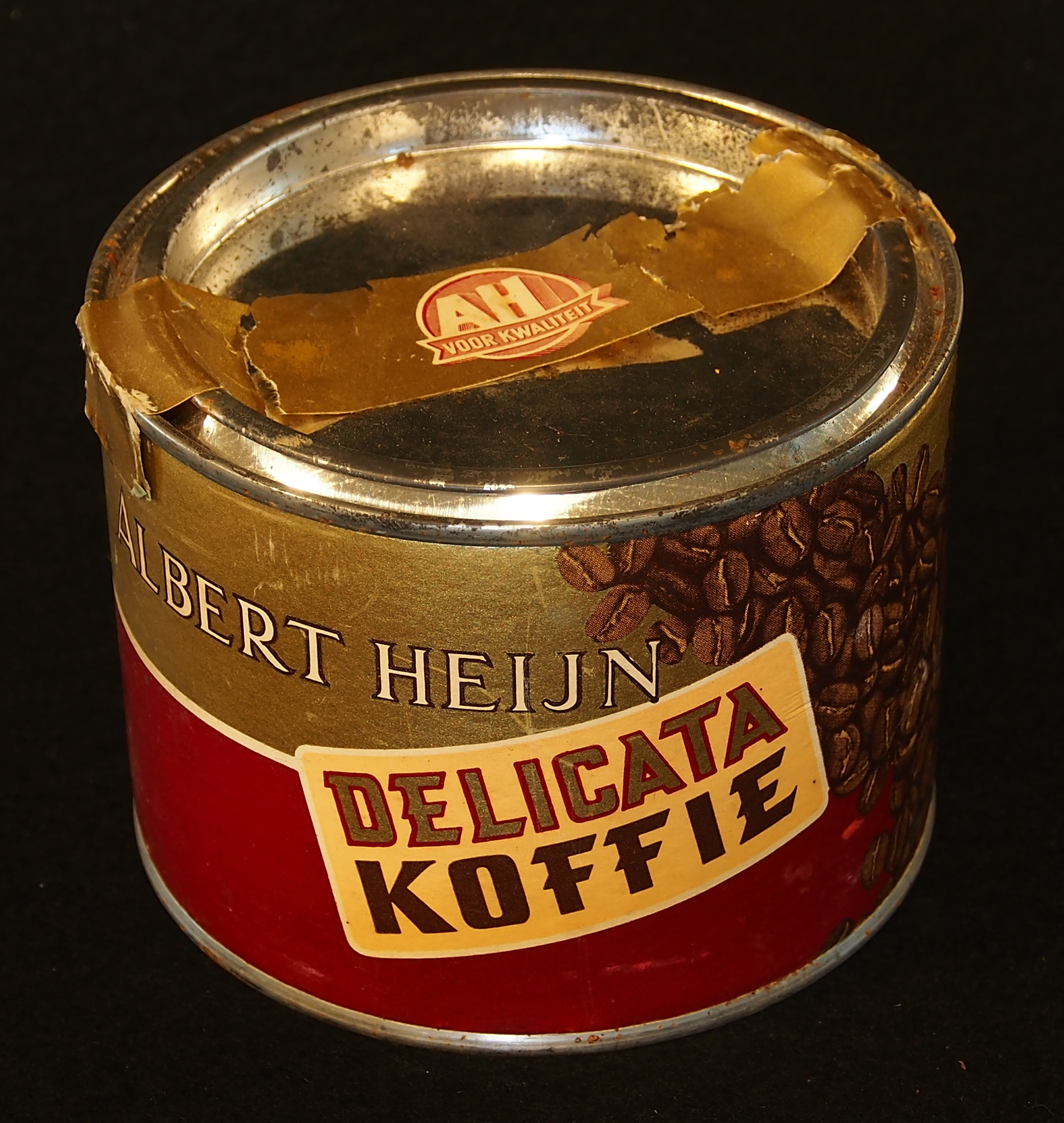
Albert Heijn Delicate-koffie

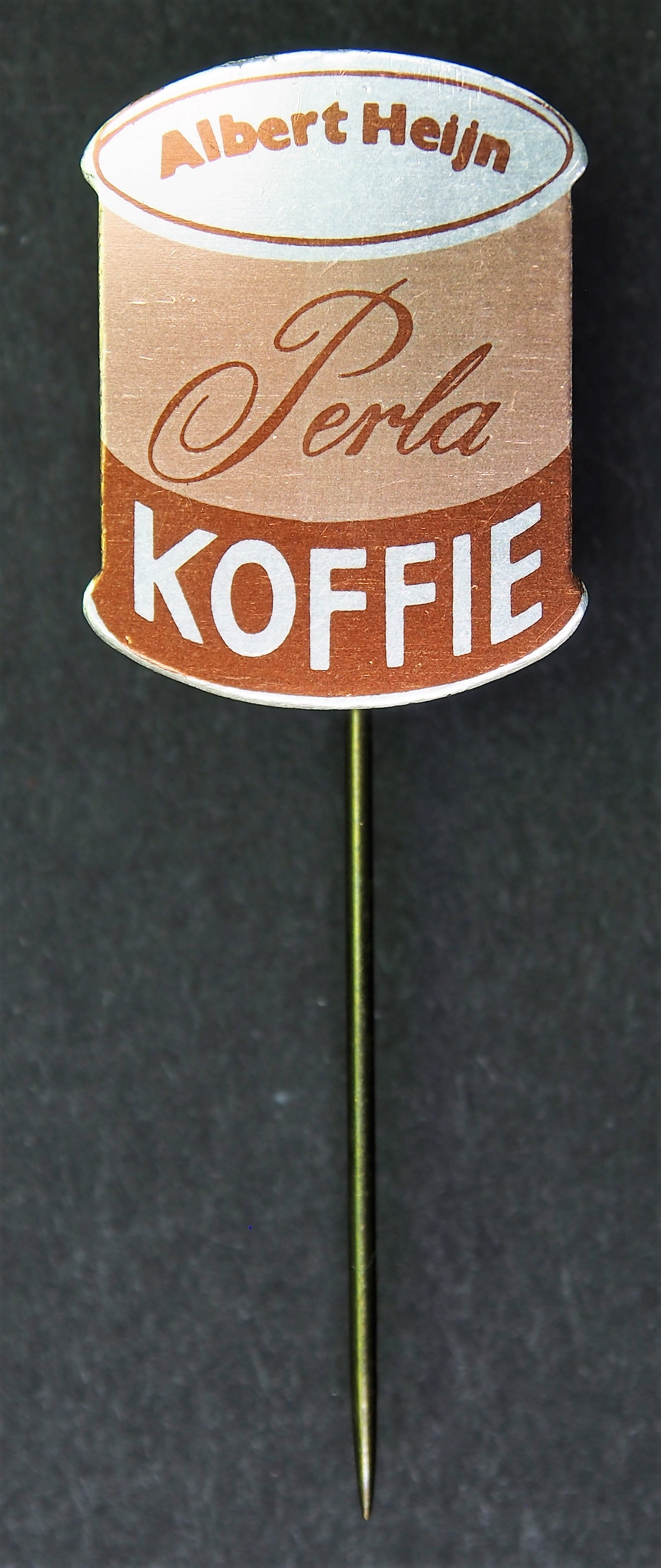
Speldje van Perla-koffie

Dit artikel geeft een (chronologisch) overzicht van Albert Heijns koffie.

## 1895-1900
Albert Heijn gaat in het washok achter zijn winkel zelf koffie branden in een zogenaamde bolbrander boven een open vuur. In 1899 vertrekt hij met vrouw en kinderen naar Zaandam. In een pakhuis aan de Westzijde gaat hij door met het branden van koffie.
Waarom ging hij zelf koffie branden?
Begin 20e eeuw (1910): Albert Heijn senior wilde voor de hoeveelheden van de producten die hij verkoopt niet afhankelijk blijven van hetgeen fabrikanten hem kunnen of willen leveren.
Ten tweede, en dat was het voornaamste, wilde hij niet door leveranciers de kwaliteit laten bepalen van de producten die hij in zijn filialen verkocht. 
Een derde argument speelde vermoedelijk ook mee. Albert had inmiddels de wervende kracht van huismerkartikelen naast de bestaande merken ontdekt. Aanvankelijk leverden sommige fabrikanten zoals Douwe Egberts mogelijk niet of beperkt. 
Albert Heijn senior had een uitgesproken mening over de fabrikant. Die moest ten dienste staan van de winkels en een constante kwaliteit leveren. Zo ook zijn eigen fabriek: die was er voor de filialen en niet omgekeerd. Het was een belangrijk motief om uiteindelijk zelf de productie van verschillende artikelen ter hand te nemen.

## 1911
De koffiebranderij verhuist naar een nieuw pand aan de Oostzijde. Hier blijft de branderij in een steeds groter wordende fabriek tot 1993 gehuisvest. In dat jaar verhuist de koffiebranderij, nu beter bekend als Ahold Coffee Company, naar het Zaandamse industrieterrein Westerspoor.

## 1936
De bekende Boffie-campagne gaat van start. Boffie is een kleine ober met een dienblad vol koppen koffie van Albert Heijn. Er kwamen advertenties, boekjes, een prijsvraag, speldjes en zelfs een speciaal door Louis Davids gecomponeerd Boffie-lied.

## 1940
De Duitsers confisqueren alle koffie in Nederland en brengen het naar Duitsland. Albert Heijn brengt een koffiesurrogaat met de naam 'Smalsko' op de markt. In ruil voor koffiebonen kwam er rogge uit Duitsland waarmee het surrogaat gemaakt werd.
Voorraden koffiebonen werden in de Tweede Wereldoorlog door de bezetters in beslag genomen en naar Duitsland gebracht. Nieuwe bonen importeren was onmogelijk en dus zat het bedrijf met een probleem. De koffiebranders van Albert Heijn verzonnen een list. Ze gingen de koffie die er nog was vermengen met magere melkpoeder. Dit product was nog volop verkrijgbaar. Het koffiesurrogaat Smalsko ('smaakt als koffie') zag het levenslicht. In het begin van de oorlog was deze koffie goed te drinken. Albert Heijn had zelfs het octrooi op het unieke recept verworven. Duitse soldaten die met verlof naar Duitsland gingen, namen de koffie mee. Ze vonden het beter dan de 'Bohnenkaffee in der Heimat!' Toch raakte ook de magere melkpoeder op en ging Albert Heijn gerst als grondstof voor Smalsko gebruiken. Het drankje wat toen overbleef was niet veel soeps. Toch proefde bijna niemand het verschil; de smaak van de Nederlanders was door de oorlog te veel afgestompt.

## 1956
In 1956 begint Albert Heijn met een smaakpanel van huisvrouwen om te horen welke koffiemelanges zij prefereerden. In plaats van op prijs (die immers fluctueerde naargelang het aanbod op de markt), werd de koffie nu gepositioneerd op smaaktype, wat herkenbaar was aan de verpakking.
Bovendien reisden consulentes door het land, die koffie tegen gereduceerd tarief verkochten, zodat gezinnen thuis smaaktestjes konden verrichten. De reacties kwamen terug via ingesloten antwoordkaartjes. De klant was gecharmeerd dat hij zelf kon uitzoeken tot welke smaakgroep hij behoorde. Vanaf 1960 vormen de smaakpanels van consumenten een vast onderdeel in het keuzeproces van het assortiment.

## 1958
De resultaten van de smaakpanels resulteert in de introductie van vier smaken koffie. Vier soorten melanges met uiteenlopende smaak. Iedere smaak werd van een standaardkleur voorzien om de herkenbaarheid te vergroten.

## 1963
Albert Heijns koffie heet niet vanaf het ontstaan van het bedrijf al Perla. Voor de komst van de naam Perla was dat Albert Heijn's koffie, Delicata, of Boffie koffie.
De naam Perla duikt in 1963 voor de eerste keer op als koffie-inkoper Gerard Hermanides een nieuwe koffiesoort Perla de Colombia gaat noemen. Dit is Spaans voor parel van Colombia, het land waar de bonen voor deze melange vandaan kwamen. Deze koffie werd in vacuümblikken verpakt, want vacuümpakken bestonden nog niet. De blikken werden in de AllerHande pffft-blikken genoemd. Het blik dat met een zucht, als het ware, zijn inhoud prijsgeeft als het wordt geopend: de heerlijke geur van versgebrande koffie.

## 1971
Albert Heijn introduceert het vacuüm koffiepak.

## 1989
Op oploskoffie na, staat op alle huismerkkoffie van Albert Heijn het merk Perla.

## 2003
Sinds 2003 is Perla koffie 100% Utz Kapeh gecertificeerd. Deze certificering is gebaseerd op Utz Kapehs internationale gedragscode voor koffieproducenten, een code die voorwaarden stelt aan milieutechnisch, sociaal en economisch verantwoorde koffie productie. Ward de Groote, directeur Ahold Coffee Company, is een van de oprichters van Utz Kapeh. Utz Kapeh is een onafhankelijke stichting.

## 2004
Uit onderzoek blijkt dat klanten de oude verpakking ouderwets vinden. Perla wordt gemiddeld 15 procent in prijs verlaagd en het hele assortiment krijgt een nieuwe verpakking. Ook de namen, op Perla na, veranderen. Zo wordt Perla Mild bijvoorbeeld Perla Aroma.

## 2005
De dalende trend van de verkoop van Perla koffie is doorbroken. De lijn is mede dankzij de commerciële activiteiten in 2004 en 2005 en de koffiepads weer stijgende. Perla is inmiddels, na DE, het tweede koffiemerk in Nederland. En dat terwijl het alleen bij Albert Heijn verkocht wordt.

## 2007
De Ahold Coffee Company kwam, samen met Meccano Asia Ltd, in oktober met een eigen koffiepadapparaat, de puC. Het was verkrijgbaar bij de winkels van Albert Heijn, C1000, Blokker en Marskramer. Het apparaat moest de concurrentie aangaan met de Senseo van Philips en Douwe Egberts. Wegens de tegenvallende verkoop besloot Ahold de productie van de puC in 2009 te staken.
Albert Heijn heeft van alle varianten koffie een biologische variant van het merk Perla. 